# Phyllanthus longipedicellatus
Phyllanthus longipedicellatus är en emblikaväxtart som beskrevs av M.J.Silva. Phyllanthus longipedicellatus ingår i släktet Phyllanthus och familjen emblikaväxter. Inga underarter finns listade i Catalogue of Life.